# 種市バイパス
種市バイパス（たねいちバイパス）は、岩手県九戸郡洋野町を通る国道45号のバイパス道路である。

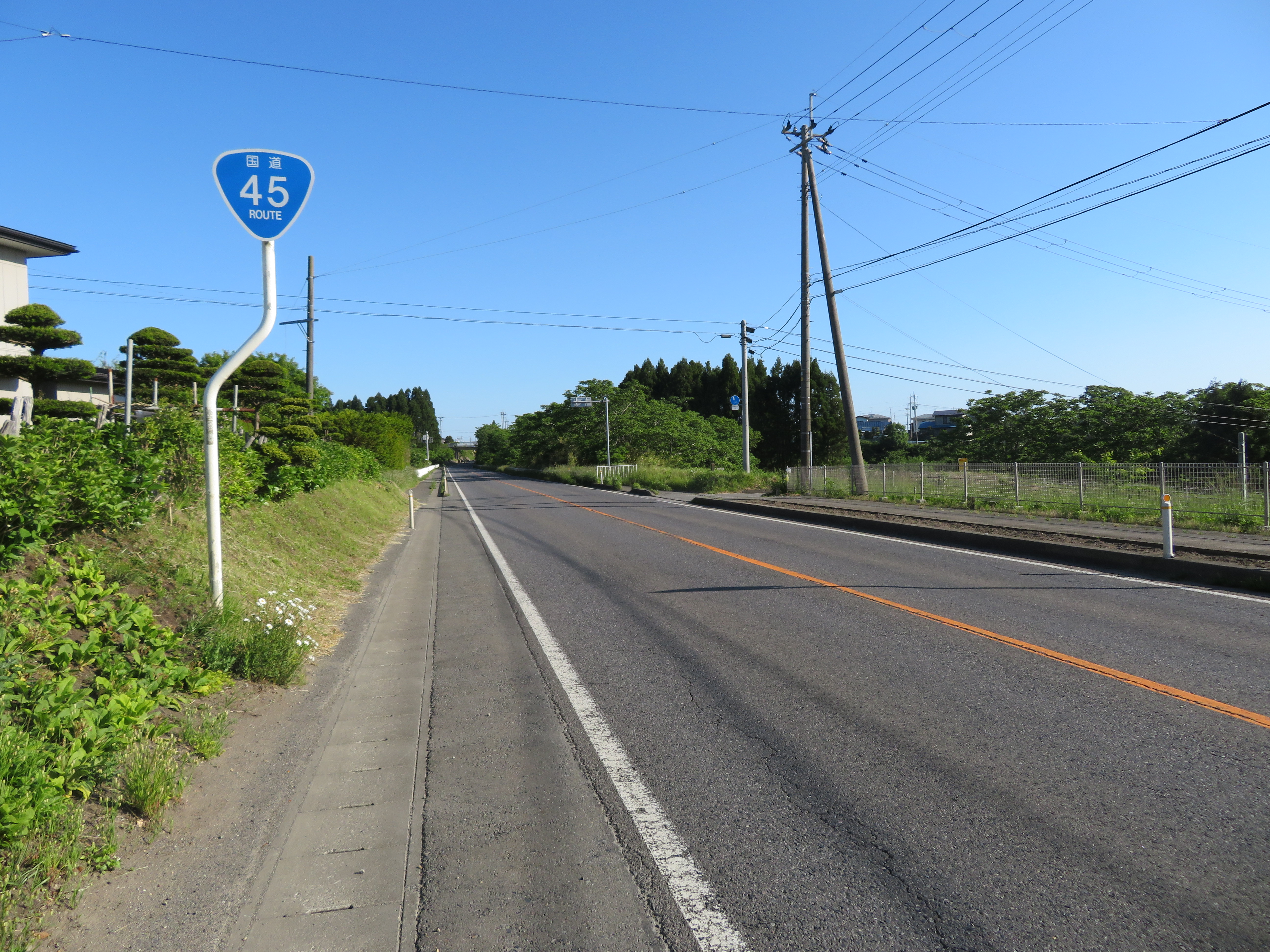
岩手県九戸郡洋野町種市第20地割付近

## 概要
片側1車線のバイパス道路である。旧ルートは県道247号に認定された。

### 路線データ
- 起点：洋野町種市字玉川（岩手県道247号角ノ浜玉川線交点）
- 終点：洋野町種市字角ノ浜（岩手県道247号角ノ浜玉川線交点）

## 地理

### 交差する道路
- 岩手県道269号明戸種市線（洋野町種市字横手）
- 岩手県道20号軽米種市線・岩手県道150号種市停車場線（洋野町種市字緑ヶ丘）